# Église Saint-Roch de Loffre
Pour les articles homonymes, voir Église Saint-Roch.
L'église Saint-Roch est une église catholique située à Loffre, en France. Elle est dédiée à Roch de Montpellier, et a été bâtie à la place d'une chapelle du même nom. Un cimetière l'entoure, la commune possède un second cimetière.

## Histoire

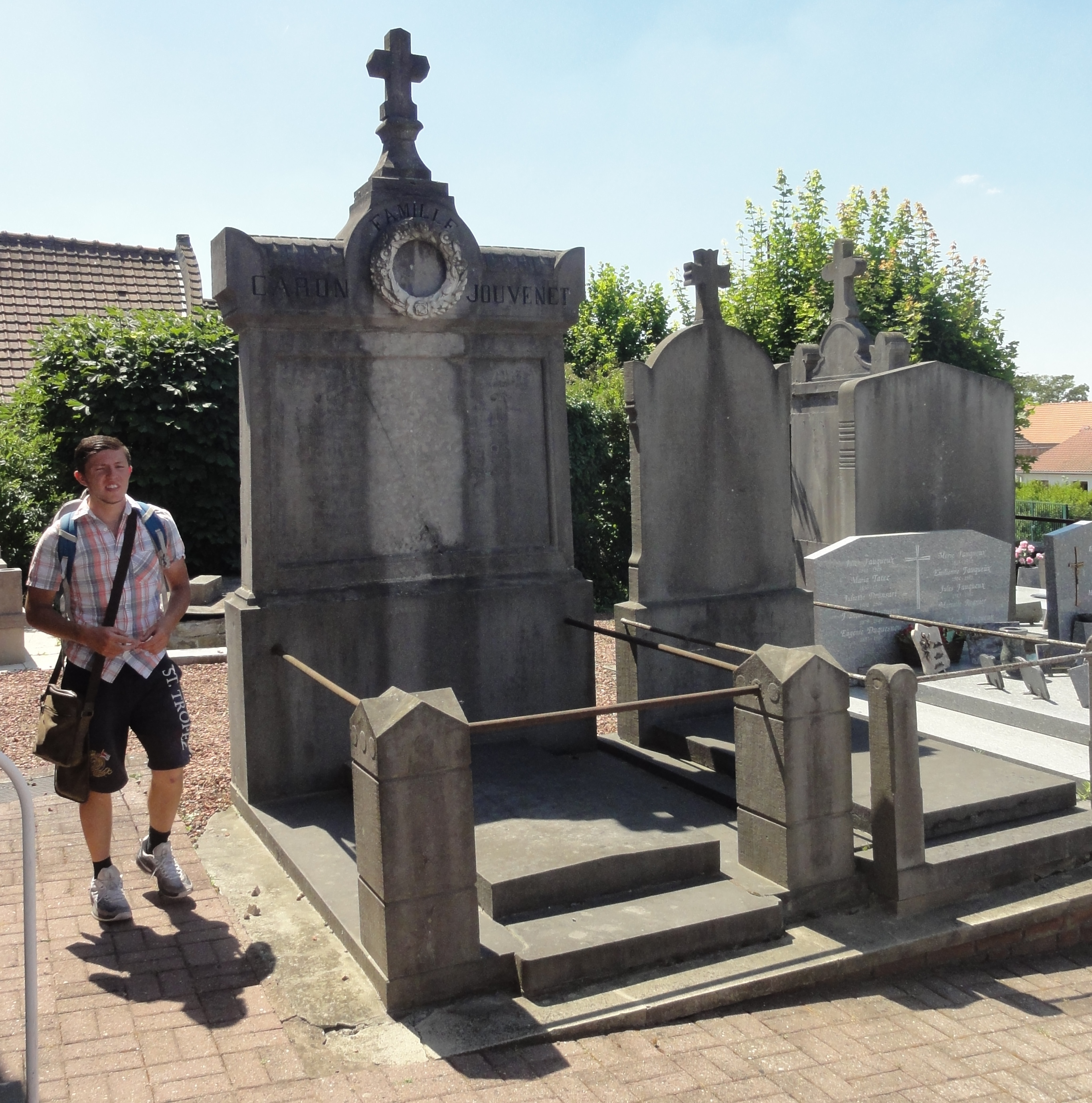
La tombe de Pierre-Joseph Caron dans le cimetière de l'église, en juin 2018.

L'église a été fondée par Pierre-Joseph Caron en 1859, il a été maire de la commune entre 1848 et 1870. Sa tombe porte la mention de cette fondation.

## Localisation
L'église est située dans le département français du Nord, sur la commune de Loffre.